# Somaliland
Somaliland či Somálijsko (somálsky Soomaaliland), plným názvem Republika Somaliland, je de facto nezávislý, avšak neuznaný stát na území severního Somálska v Africkém rohu. Somalilanďané vyhlásili 18. května 1991 nezávislou republiku, která nyní zahrnuje pět z osmnácti somálských krajů v oblasti mezi Etiopií, Džibutskem (kdysi Francouzské Somálsko), Adenským zálivem a někdejším Italským Somálskem. Nárokované území se kryje s bývalou kolonií Britské Somálsko (British Somaliland).

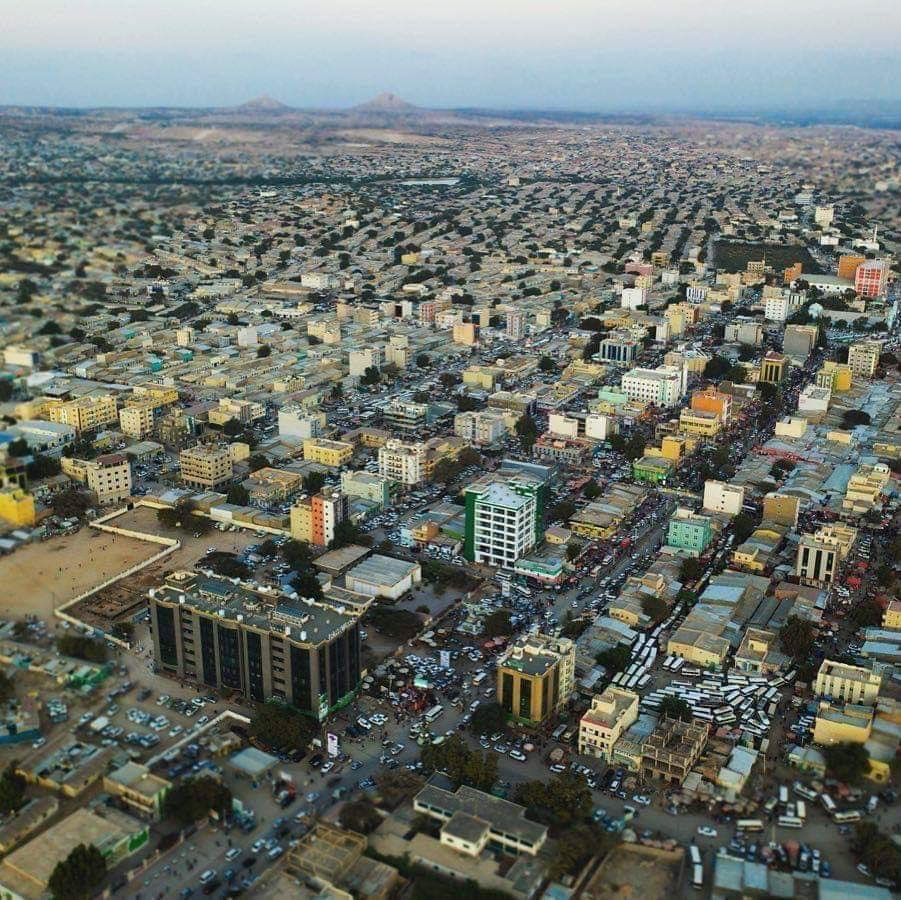
Hlavní město Hargeysa

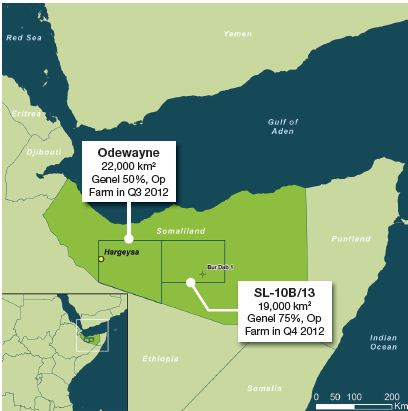

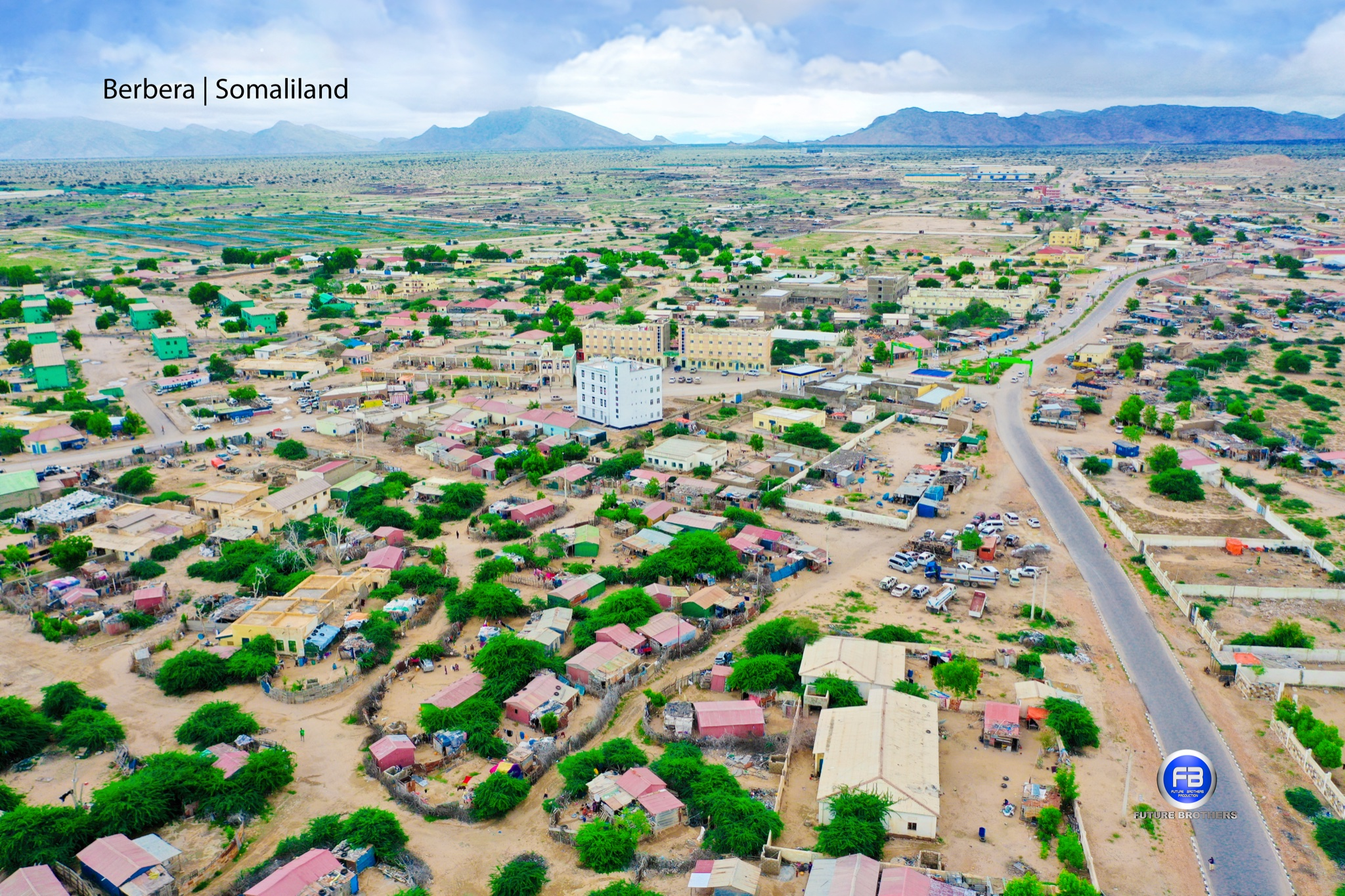

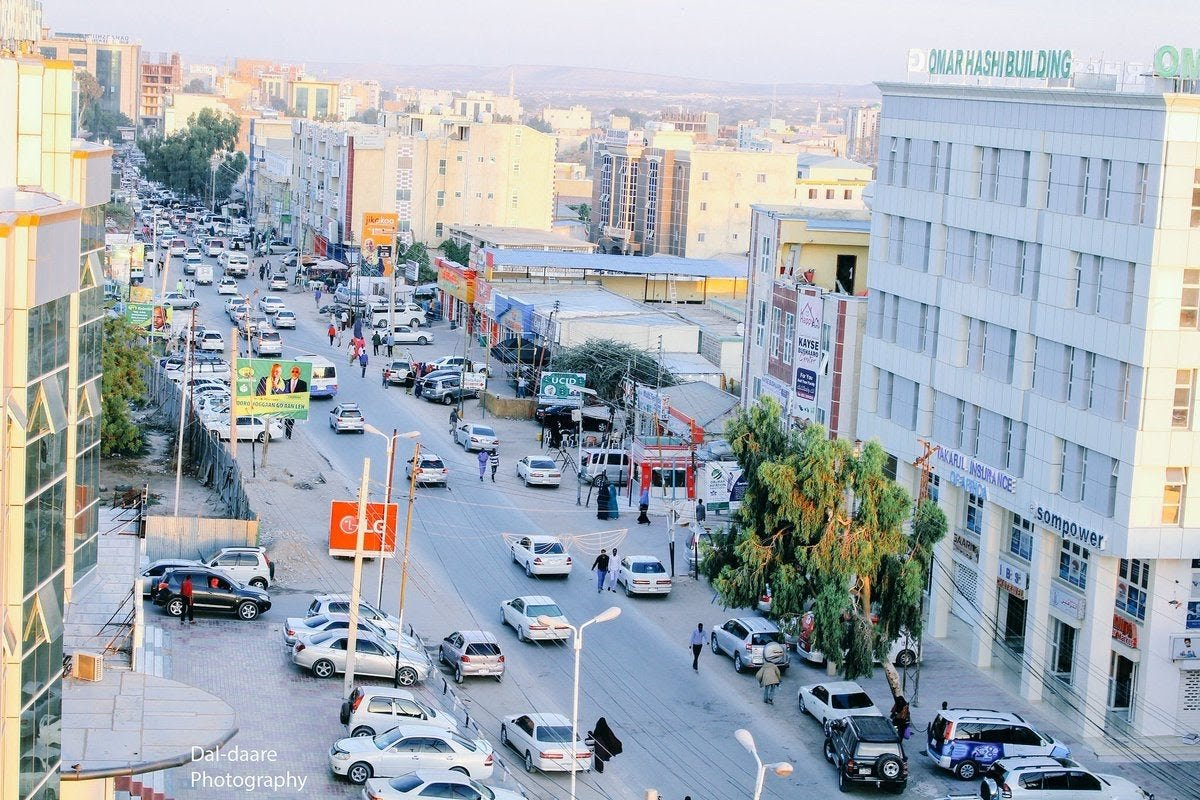

Přestože není žádnou cizí vládou uznáván, Somaliland si udržuje stabilní existenci, částečně díky dominanci vládnoucího klanu. V září 2005 se konaly pluralitní obecní, parlamentní a prezidentské volby. Tým pozorovatelů z několika zemí monitoroval hlasování a shledal ho více méně poklidným, svobodným a spravedlivým, což posílilo naději Somalilandu na mezinárodní uznání jako nezávislého státu.

## Historie
Ve 12. století se zde začaly usazovat různé klany, jejichž původ je některými Somálci spojován s Araby. Část těchto klanových rodin se během 19. století vydala také jižnějším směrem. Hranice Somálska byly ustaveny na konci 19. století. Díky tomuto teritoriálnímu ohraničení zůstalo mnoho Somálců za hranicemi nově vzniklého státu a to ve východní Etiopii a severní Keni.

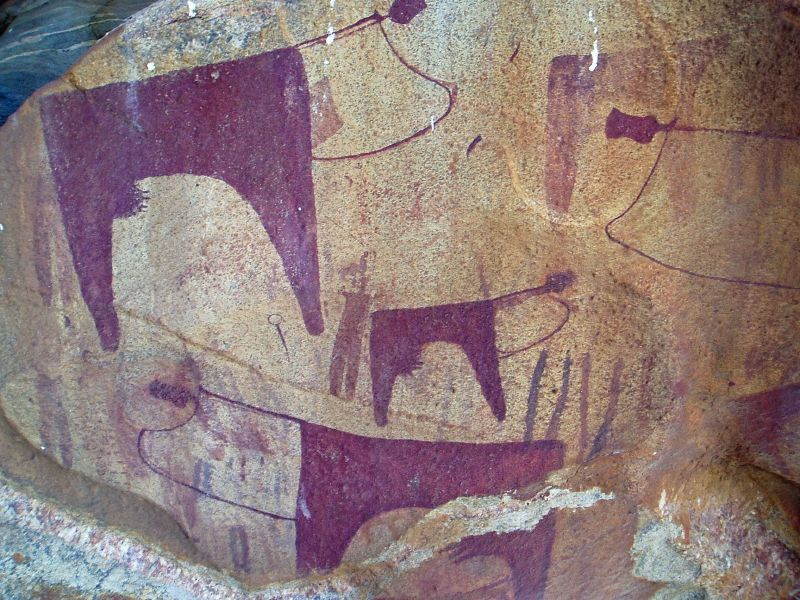
Nástěnné malby z oblasti Laas Geel

Důkazy o raném osídlení území dnešního Somalilandu pochází převážně z Laas Geel, kde se nachází neolitické jeskynní malby. Malby zobrazují obřadně zahalené lidi uctívající dobytek; zobrazení žiraf, domestikovaných psů a divokých antilop je také běžné. (Jeskyně byly objeveny francouzskými archeology během listopadu a prosince 2002 a tento národní poklad se stal hlavní turistickou atrakcí.)
Pronikání islámu do těchto oblastí započalo v 10. století, zejména v prostoru afarského osídlení (dnešní Eritrea a Džibuti). V průběhu následujících staletí vznikalo mnoho islámských sultanátů, z nichž nejvýznamnějším byl Adalský sultanát s centrem v Dakkaru (později Hararu) a významnými pobřežními městy Zeila či Berbera (ta poprvé zmíněna ve 13. století).
Těmto islámským oblastem od 13. století vládl etiopský křesťanský král (císař), ačkoliv muslimové usilovali o nezávislost, nejen v tomto, ale i následujících staletích. V polovině 16. století se Adal pokusil o dobytí Etiopie skrz jeho centrum Harar, nicméně tento neúspěšný pokus vedl k následnému kolapsu sultanátu. Západní část Somalilandu s centrem kolem města Zeila se stala částí osmanského protektorátu Habeš.

### Osmanská a egyptská nadvláda
V roce 1546 Osmanská říše ovládala západní regiony dnešního Somalilandu a ze strategicky výhodné přímořské Zeily vytvořila hlavní město. Jak již bylo řečeno výše, region spadal do provincie Habeš. Během let 1630–1830 se toto osmanské území dostalo pod kontrolu Mekky a až do roku 1874 bylo spravováno de facto dědičnými vládci. Od září 1874 převzal správu Egypt, ačkoliv formálně byl stále pod vrchní vládou Osmanské říše. Koncem 19. století vystupoval Egypt s vládnoucí dynastií Muhammada Alího jako v podstatě nezávislý stát. Egyptský chediv Ismá'íl usiloval o rozšíření egyptského území a snažil se o zisk kontroly jižní části pobřeží Rudého moře. Z tohoto důvodu můžeme i v dnešní době v oblasti Berbery, Zeily a Hargeysy nalézt typické stavby osmanské a egyptské doby.

### Koloniální éra
Během koloniálního období, přesněji v roce 1882 byl egyptský Somaliland podmaněn Brity poté, co okupovali samotný Egypt. Roku 1884 se Somaliland stal oficiálním britským protektorátem. Britský protektorát zahrnoval oblasti dnešního Maakhiru, Puntlandu a Somalilandu. Za druhé světové války v roce 1940 území nakrátko dobyla italská armáda. O rok později, v létě 1941 byl Somaliland dobyt Brity zpět a byla ustavena opětovná britská nadvláda nejen nad Berberou, ale i celým Somalilandem.
26. června 1960 získal Somaliland na Velké Británii nezávislost a stal se samostatným státem. Italské Somálsko získalo nezávislost o 4 dny později. 1. července 1960 se obě entity spojily do jednoho suverénního státu, Somálské republiky. První ministerský předseda Somalilandu Muhammad Hadži Ibrahím Egal se stal ministerským předsedou nově vzniklého státu.

### Sloučení
Somaliland byl právoplatnou součástí Somálské republiky od 1. července 1960. Jako administrativní jednotka byl Somaliland rozpuštěn po sloučení Somálské republiky a jeho území bylo rozděleno a nebo včleněno do různých provincií. Klany Isaaq a Majeerteen trpěly represemi režimu Siada Barreho, který se dostal k moci díky převratu roku 1969. Jeho režim zastavil cestu Somálska směrem k demokracii a zasel ve společnosti secesionistické myšlenky. Vláda Barreho kulminovala brutální tříletou občanskou válkou ve které bylo zabito 50 000 lidí a ze země uprchlo na půl milionu lidí. Barreho režim však somálskou občanskou válku nepřežil a jejím vyústěním bylo vytvoření Druhé republiky Somaliland.

### Druhá republika
Po kolapsu ústřední vlády v Somálsku se vedení Somalilandu rozhodlo vystoupit z unie se Somálskem a roku 1991, přesněji 18. května byla vyhlášena Republika Somaliland, jako nástupce krátce trvajícího státu Somaliland. Tento čin však nenašel pochopení a podporu žádného státu a nový Somaliland nebyl nikým uznán. Země byla po letech občanské války zpustošena.
Prvním prezidentem se stal Abdirahman Ahmed Ali Tuur. Muhammad Haji Ibrahim Egal byl Velkou radou národního usmíření v Boramě zvolen jako jeho nástupce v roce 1993. Tato rada trvala po dobu 4 měsíců a vedla nejen ke zlepšení bezpečnostní otázky, ale napomohla k celkové stabilizaci mladého státu. Egal byl znovu zvolen i v roce 1997 a setrval v čele do své smrti v květnu 2002. Roku 2003 byl ve svobodných volbách zvolen do čela státu dřívější viceprezident Daahir Riyaale Kaahin. V roce 2006 propukla v Somálsku válka mezi Svazem islámských soudů a etiopskými armádními silami, nicméně tento konflikt nijak přímo nezasáhl severněji situovaný Somaliland.
V roce 2010 se konaly třikrát odložené volby, ve kterých vyhrál opoziční kandidát Ahmed M. Mahamoud Silanyo s 49,94 procenty hlasů.
V únoru 2017 odsouhlasil somalilandský parlament zřízení vojenské základny Spojených arabských emirátů v přístavu Berbera.

## Státní symboly

### Vlajka
Somalilandská vlajka je tvořena listem o poměru stran 1:2 se třemi vodorovnými pruhy: zeleným, bílým a červeným. V zeleném pruhu je bílým písmem šaháda, v bílém je černá, pěticípá hvězda.

## Demografie

### Společnost
Počet obyvatel Somalilandu je odhadován na 3,5 mil. lidí a průměrný přírůstek je 3,1 %. Hustota zalidnění je 25 ob./km2. Zatímco 45 % obyvatel žije v centrech měst či přilehlých venkovských oblastech, 55 % populace žije buď nomádským či polonomádským životem. Průměrná délka života je u mužů 50 a u žen 55 let.

#### Klanový systém
Celá společnost je organizována v klanových seskupeních, které zde hrají nejdůležitější roli. Jejich velikost je od 5 000 do 50 000 klanových příslušníků. Hlavní klanovou rodinou Somalilandu je Isaaq. Druhou klanovou rodinou je Gadabuursi, ze které pochází také somalilandský prezident. Z dalších klanů je to např. Issa, Gabooye, Harti, Warsangali a Dhulbahante, což je podskupina darodského klanu. Warsangali a Dhulbahante převážně obývají regiony Sool, Sanaag, a malou část Togdheeru, zatímco nejvlivnější klan Isaaq má své centrum v oblastech Maroodi Jeex, Togdheer, Saaxil, východním a severním Awdalu, západním Sanaagu a západním Soolu. Příslušníci klanu Gadabuursi žijí na západě země v Awdalském regionu a v distriktu Gabiley.
Klanové rodiny jsou rozděleny do rodových jednotek obvykle čítajících od 2 500 do 10 000 členů. Pro Somálce je jednoduché rozeznat, jak jsou rodově spřízněni. Jednak jménem a pak také klanovou příslušností. V Somalilandu je přísně zakázána klanová diskriminace a všechny klany jsou si rovny např. před vládou.

#### Manželství

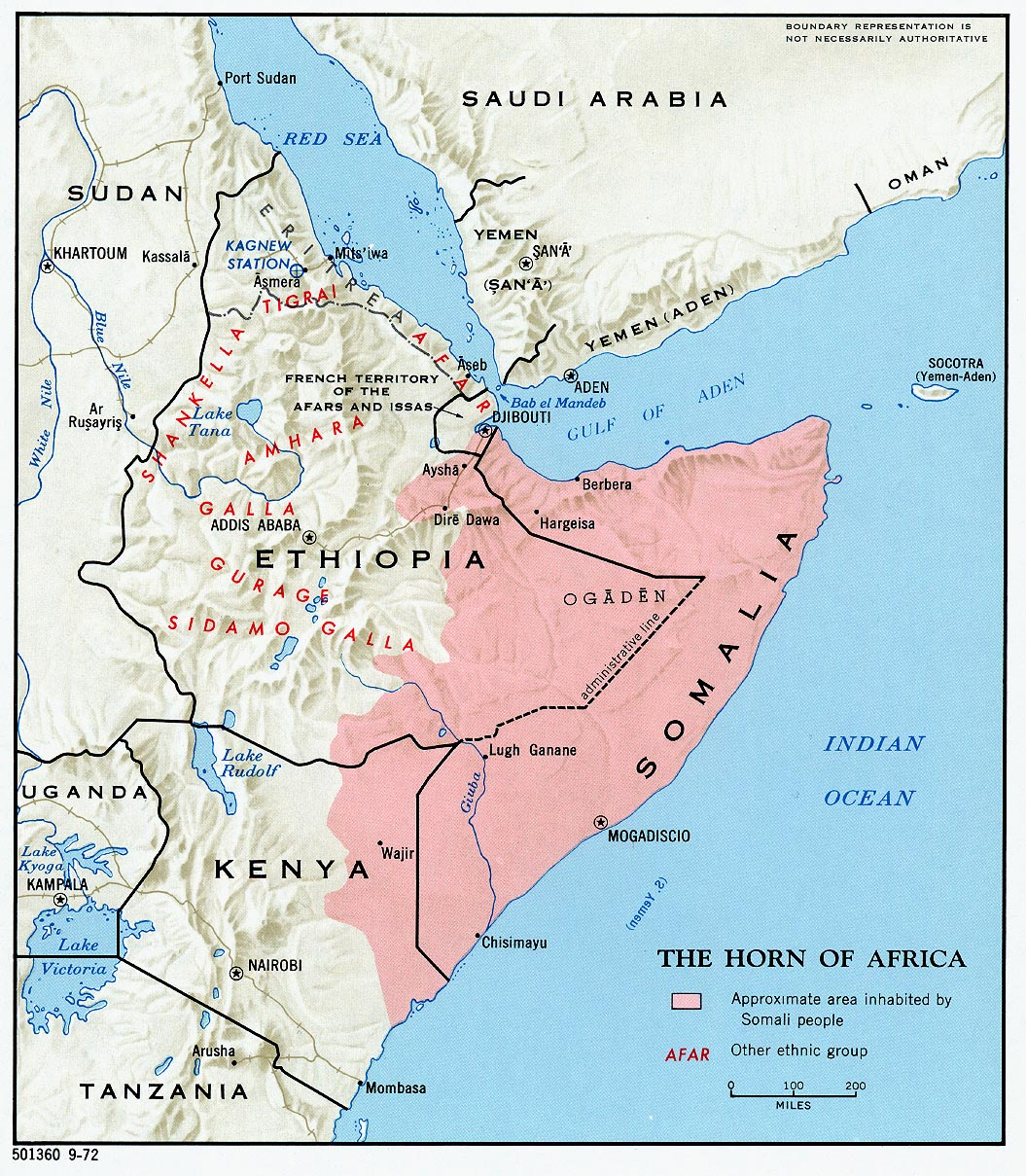
Mapa zobrazující rozšíření afroasijské somálštiny v africkém rohu.

Co se týče dohodnutých manželství, dívky jsou většinou o dost mladší než nastávající manželé. Rodinné sňatky mezi např. bratranci a sestřenicemi z matčiny strany z různých rodových linií jsou považovány za utužení přátelských vztahů, nicméně tento způsob je ve společnosti čím dál tím méně častý. U žen je nejvíce považováno panenství a ve společnosti jsou také legálně akceptovatelné rozvody párů. Romantická nesmluvená manželství jsou častým jevem a mají vzestupnou tendenci, i když jsou nadále ovlivňována klanovou příslušností.

### Jazyky
Somálština, arabština jsou oficiálními jazyky, užívá se i angličtina. Většina obyvatel Somalilandu mluví 2 oficiálními jazyky – semitskou arabštinou a kušitskou somálštinou. Arabština je povinná ve školách a v mešitách po celém Somalilandu; angličtinou se mluví a je vyučována na školách. Somálština náleží k východokušitským jazykům (součást afro-asijské jazykové rodiny) a je užívána v Etiopii, Somálsku, Džibutsku a Keni. Hlavním somálským dialektem je obecná somálština (Common Somali) – jsou v ní zahrnuty i různé subdialekty. Je také užívána jako vysílací jazyk televizních stanic Somalilandu.
Plynulost jazyka je vysoce ceněna v somálské společnosti: způsobilost např. uchazeče o ruku, válečníka, politika či náboženského vůdce je hodnocena z pohledu jeho verbálních schopností. V některých společnostech je ústní poezie považována za umění a schopnost člověka komponovat verše různých forem zvyšuje jeho společenský status. Od mluvčích politických či náboženských shromáždění či od soudců ve sporech je očekáváno užívání poezie a poetických přísloví. V každodenní mluvě používá střízlivějších slov a živější poetický styl.
V předrevoluční éře začala na školách a ve vládních kruzích dominovat angličtina. Nicméně na druhou stranu byl touto skutečností zvýšen socioekonomický status znalostí cizího jazyka. Relativně malé procento Somálců (10 %) se tak díky znalosti jazyka dostalo do vládních pozic, manažerských či jiných postů a soukromých společností. Tito lidé začali být rychle izolováni od svých krajanů, kteří užívali nepsané formy somálštiny a nyní jsou jazykové distinkce nejvíce patrny v porovnání oblastí město-venkov. Ještě před revolučním rokem 1969 se Somálci začali obávat sociální stratifikace založené na jazykových rozdílech mezi běžnými Somálci a těmi, kteří obsadili vysoké posty. Rozhodnutí roku 1972 o povinnosti používat oficiální somálštinu ve vládním jazyku smazalo tyto rozdíly a odstranilo překážku rychlého rozvoje jazyka a písma.

### Náboženství
Téměř všichni Somálci jsou sunnitští muslimové. Islám je zde státním náboženstvím. Ačkoli existují důkazy o existenci předislámských tradičních náboženství v této oblasti, zůstává islám nejdůležitějším článkem ve vnímání národní identity. Z tohoto důvodu pochází i mnoho sociálních norem společnosti právě z islámu např. muži si potřesou rukou výhradně jen s muži a ženy s ženami. Somálské ženy chodí na veřejnosti zahaleny v tradičním hidžábu. Všem Somálcům je zapovězeno vepřové a alkohol. Muslimové se většinou shromažďují v pátek odpoledne na kázání a skupinovou modlitbu. To, do jaké míry budou daná pravidla dodržována, závisí na individuální míře ortodoxie.
Nicméně zde byla i katolická misionářská aktivita. Za koloniálních dní byl Somaliland pod opatrovnickou rukou apoštolského římského vikariátu, stejně tak jako vikariátu galského (francouzského), jenž působil na území Francouzského Somálska, pak také v Etiopii a byl vykonáván kapucínskými mnichy.

## Administrativní dělení
| Klíč | Region       | Hlavní město | Rozloha km2 | Hustota osídlení km2 |
| ---- | ------------ | ------------ | ----------- | -------------------- |
| 1    | Salal        | Zeila        | n/a         | n/a                  |
| 2    | Awdal        | Borama       | n/a         | n/a                  |
| 3    | Gabiley      | Gabiley      | n/a         | n/a                  |
| 5    | Sahil        | Berbera      | n/a         | n/a                  |
| 6    | Oodweyne     | Oodweyne     | n/a         | n/a                  |
| 7    | Togdheer     | Burao        | n/a         | n/a                  |
| 8    | Cayn         | Buuhoodle    | n/a         | n/a                  |
| 9    | Sarar        | Caynaba      | n/a         | n/a                  |
| 10   | Sool         | Las Anod     | n/a         | n/a                  |
| 11   | Sanaag       | Erigavo      | n/a         | n/a                  |
| 12   | Maakhir      | Badhan       | n/a         | n/a                  |
| 13   | Hawd         | Baligubadle  | n/a         | n/a                  |
| 14   | Maroodi Jeex | Hargeysa     | n/a         | n/a                  |

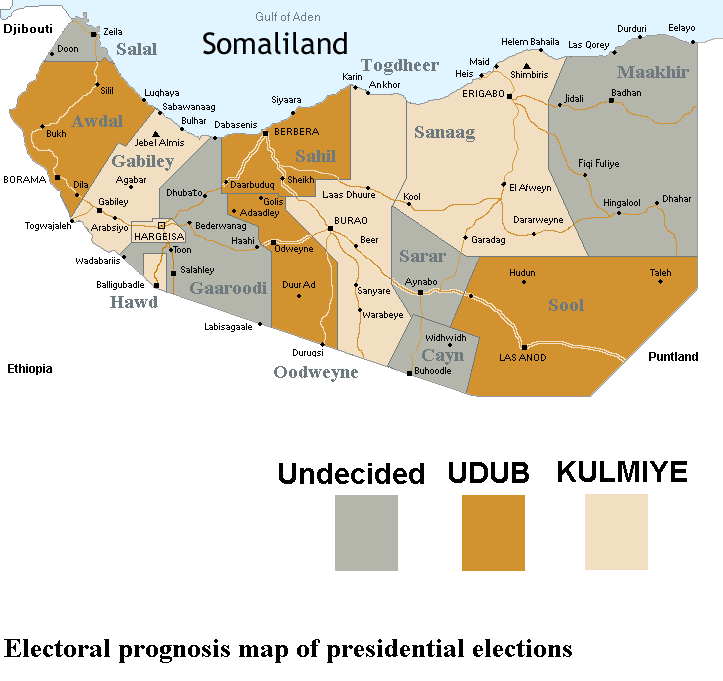
Mapa Somalilandu

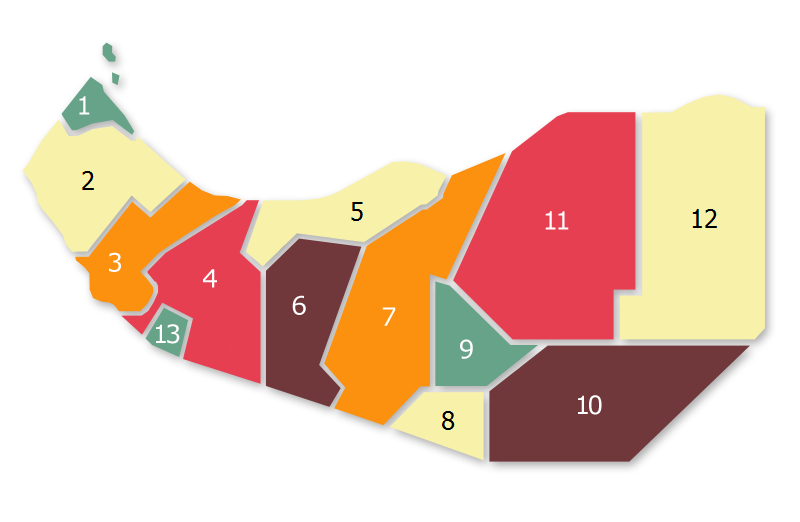
Administrativní členění Somalilandu

| Hlavní centra a města Somalilandu - Hargeysa (hlavní město) - Burco (Burao) - Berbera - Boorama (Borama) - Ceerigaabo (Erigabo) - Laascaanood (Las Anod) - Gabiley - Zeila (Saylac) - Odweyne | Regiony Somalilandu pod plnou kontrolou separatistů - Awdal - Saaxil - Woqooyi Galbeed (Maroodi Jeex) - Togdheer Regiony Somalilandu pod částečnou kontrolou separatistů - Sanaag - Sool |

## Politické prostředí

### Politický systém
Somaliland vytvořil zvláštní vládní systém kombinující tradiční a západní prvky vlády. Celý systém je zastřešen somalilandskou ústavou. Země má republikánskou formu vlády. Během série meziklanových konferencí, jež vyvrcholily v Boramě v roce 1993, byl vytvořen systém, jehož ústřední postavou je qabil (klan či společenství) a skládá se z exekutivy s prezidentem, viceprezidentem a Radou ministrů, dvoukomorového parlamentu (Rada starších a Sněmovna reprezentantů) a nezávislého soudnictví. Tradiční Rada starších (guurti) byla zahrnuta do vládní struktury a tvoří Horní komoru, která je zodpovědná jak za výběr prezidenta, tak za řešení vnitřních konfliktů. Vláda se tak stala základem pro rovné sdílení moci hlavních somalilandských kmenů a to díky předdefinované formuli, která jim zajišťuje křesla v Horní a Dolní komoře. Roku 2002 se zde konaly volby na lokální úrovni, považované za nejklidnější v Africe za posledních 20 let.[zdroj?] Tímto krokem se Somaliland dostal zase o krok vpřed ve svém konsolidačním období.
Oblastní volby také determinují, které strany se budou moci následně účastnit parlamentních a prezidentských voleb, ve kterých jsou strany povinny získat 20 % hlasů ve čtyřech ze šesti regionů. Tato podmínka zajišťuje princip, kdy se strany musí zaměřovat na snahu o zaujetí širší veřejnosti a ne jen určité klanové skupiny. Následně se prezidentských voleb účastnily 3 strany: United Democratic Peoples’ Party (UDUB), Kulmiye, a Party for Justice and Welfare (UCID). V dubnu 2003 se těchto prezidentských voleb, jež měly více méně hladký průběh, účastnilo 488 543 voličů. Po určitých peripetiích s volebními lístky vyhrála strana UDUB a po malých demonstracích provázejících nástup prezidenta Daahira Rayaale Kaahina se nálada v zemi opět ustálila. Velice zajímavou skutečností byl obzvláště fakt, že zvolený prezident Kaahin nepochází z nejpočetnějšího klanu Isaaqů. Prezident D. R. Kaahin a viceprezident Ahmed Yusuf Yasin (UDUB party) měli pětiletý mandát. Mandát jejich vládě měl původně skončit v roce 2008, nicméně kvůli průtahům vládli až do léta 2010, kdy je ve volbách porazil opoziční kandidát Ahmed M. Mahamoud Silanyo ze strany Kulmiye.
Somaliland má ústavu, funkční parlament a vládu, armádu, policejní složky, soudní systém a mnoho dalších atributů dokazujících jejich státnost. Nechybí ani vlajka, měna či pasové doklady. Země se ale potýká s korupcí, postrádá celistvý daňový systém a většina státních příjmů pochází ze soukromého sektoru. V současné době se spekuluje o tom, že by měl být volební model založen na etnickém základě, stejně tak jako na majoritním zisku hlasů, za účelem prevence vytvoření další autoritativní vlády.

### Mezinárodní vztahy
Z důvodu neuznaného statutu nemůže mít Somaliland žádné oficiální kontakty s žádnou další zemí. Současná zahraniční politika se proto soustředí na vyjednávání o změně tohoto statutu tj. o mezinárodním uznání. Zatímco se v současnosti zbytek Somálska zmítá v nejistotě, Somaliland je schopen zajistit si stabilní vládu. I tento fakt mu nahrává při vyjednáváních s partnery o státním uznání.
Postoj OSN a Africké unie k zachování existujících národních hranic je vzdálen od uznání somalilandského nezávislého státu, navzdory historickému odkazu britského protektorátu a také faktu, že se např. Eritrea oddělila od Etiopie a byla mezinárodně uznána. Na druhou stranu však Africká unie poslala do Somalilandu v roce 2005 misi, jež měla zhodnotit tamní situaci. Výsledkem byla zpráva, jež vyjadřovala příznivý postoj k somalilandské nezávislosti.
Somaliland spolupracuje s Velkou Británií, Etiopií, Belgií, Ghanou, JAR, Švédskem a Džibutskem. 17. ledna 2007 sem vyslala svou delegaci i EU, aby projednala budoucí spolupráci. Také AU zde poslala ministra zahraničí s projednáním možného uznání a 29.–30. ledna 2007 bylo ohlášeno, že případné uznání bude projednáno se členskými zeměmi. V červnu 2007 ministerský předseda Etiopie Meles Zenawi navštívil prezidenta Kahina a pozval jej na oficiální komuniké etiopského ministerstva zahraničí. Toto bylo poprvé, kdy byl Somaliland oficiálně uznán jako suverénní stát jinou vládou. I když tento fakt nebyl oficiálně Etiopií prohlášen a jednání s AU jako celkem mají zatím mlhavé výsledky.
21. listopadu 2007 byl Somaliland oficiálně pozván na summit Commonwealthu v Ugandě.
27. listopadu 2007 Annemie Neyts-Uyttebroeck z ELDR, jedné ze tří hlavních stran EU, poslala dopis Javieru Solanovi a prezidentu Kahinovi, v němž stojí požadavek na uznání Somalilandu EU. V prosinci 2007 Bushova administrativa projednávala, zda podpořit vratkou vládu v Somálsku či uznat a podpořit stabilnější Republiku Somaliland.
Dne 1. ledna 2024 Etiopie jako první mezinárodně nesporně uznaná země prohlásila, že chce Somaliland uznat jako nezávislý stát. Je to i díky dohodě o přístupu k moři a nájmu přístavu Berbera. V reakci na toto prohlášení etiopská vláda sklidila kritiku od Somálska.

### Hraniční spory

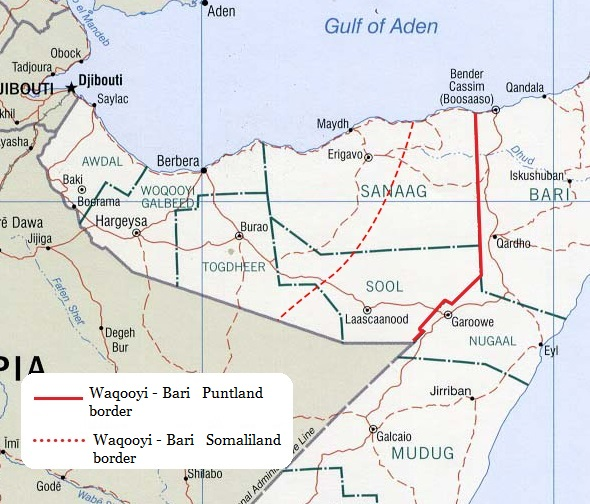
Hraniční spor Somalilandu s Puntlandem. K 1. červenci 2007část území vyhlásila stát Maakhir, který se k Puntlandu připojil v roce 2009.

Somaliland, jenž se považuje za nástupce bývalého britského Somalilandu, si neustále nárokuje celou rozlohu tohoto území. Somaliland v současné době kontroluje západní část dřívějšího britského území se severovýchodním Maakhirem, který se separoval a stal se neuznanou autonomní oblastí uvnitř Somálska v červenci 2007 a jihovýchodní oblastí Sool, o níž se pře s Puntlandem. Sool je rozdělen subklanovou podporou jak Somalilandu, tak Puntlandu, ale jsou zde také síly prosazující samostatnost Soolu jako takového. Ten ji měl pod kontrolou od roku 2003. Separatistická hnutí existují také na západě v oblasti Awdal.
Napětí mezi Puntlandem a Somalilandem vyústilo v násilný konflikt v říjnu 2007, když se somalilandské jednotky zmocnily Las Anod, hlavního města oblasti Sool.
10. července 2008 převzala somalilandská armáda kontrolu nad městem Las Qorey ve východním Sanaagu, společně s důležitými silnicemi a pozicemi do pěti kilometrů východně od města.

## Armáda a další ozbrojené složky
Ozbrojené síly Somalilandu jsou hlavním vojenským systémem v neuznané republice Somaliland spolu s Policejními silami Somalilandu, které jsou součástí vnitřních bezpečnostních sil a jsou podřízeny těm vojenským. Ozbrojené síly v současnosti čítají 30 000 osob a dostávají v současnosti největší podíl ze státního rozpočtu spolu s policií a bezpečnostními složkami. Velením ozbrojených sil je pověřen ministr obrany, v současnosti Adan Mire Mohammed.
Armáda je organizována do 12 divizí, které se skládá ze 4 tankových brigád, 45 mechanizovaných a pěchotních brigád, 4 brigády komand, brigády s raketami země-vzduch, 3 dělostřelecké brigády, 300 polních praporů a praporu letecké obrany.

## Ekonomika

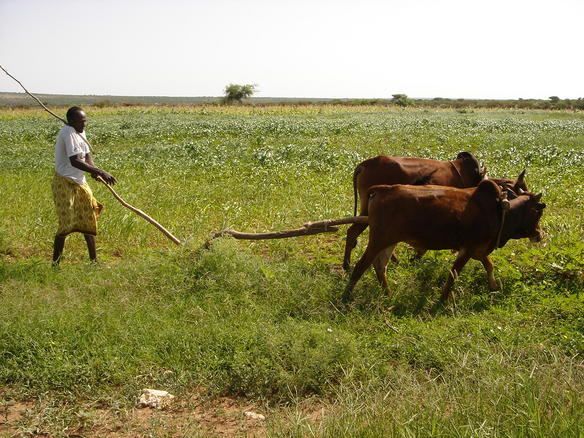
Venkovský způsob zemědělství

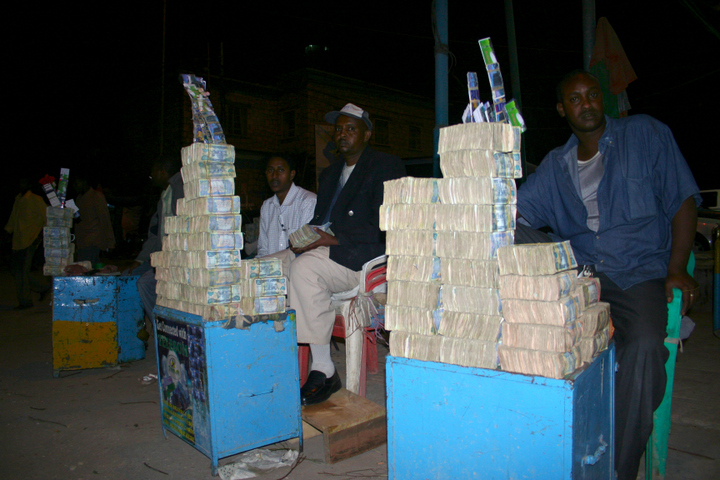
Sloupce somalilandských bankovek (šilinků) na stolcích směnárníků

Somalilandská ekonomika je v začátcích svého rozvoje. Somalilandský šilink (SlSh) není mezinárodně uznávanou měnou a v současné době nemá žádný oficiální směnný kurz. Obchod v této měně však probíhá a např. v prosinci roku 2008 byl směnný kurz somalilandského šilinku k americkému dolaru US$1 = SlSh7 500 . Měna je regulována Centrální bankou, která funguje od roku 1994 a je dána ústavou.
Většina ze somalilandského exportu je tvořena dobytkem a je odhadována na 24 milionů kusů. Např. V roce 1996 byly 3 milióny kusů hovězího dobytka exportováno na Blízký východ. V únoru 1998 byl tento export negativně zasažen oznámením Saúdské Arábie o zákazu importu hovězího do země. Nicméně v prosinci roku 2006 byl tento zákaz odstraněn, čímž byl somalilandský export oživen. Dalšími komoditami exportu jsou např. surové kůže, myrha a kadidlo.
Zemědělství je obecně považováno za velice nadějnou část ekonomiky. Speciálně pak kvůli produkci obilnin a zahradnickým výrobkům. Vysoký potenciál skrývá také těžba, ačkoli se v současné době provádí jen těžba povrchová.
Průzkumy ukazují, že Somaliland má rozsáhlé pobřežní zásoby ropy a zemního plynu. Během posledních let zde bylo provedeno několik vrtů, ale protože status země není uznán, těžařské společnosti z nich nemohou plně profitovat.
Od eritrejsko-etiopské války se stal Somaliland hlavní exportní pobřežní oblastí pro Etiopii.